# Léonide Massine
Leonid Fëdorovič Mjasin (in russo Леонид Фёдорович Мясин?; Mosca, 9 agosto 1896 – Colonia, 15 marzo 1979) è stato un coreografo, ballerino e attore russo naturalizzato statunitense, famoso internazionalmente con il nome francesizzato di Léonide Massine.

## Biografia

### La danza
Studiò alla scuola del Teatro Bol'šoj di Mosca. Dal 1915 al 1921 fu uno dei principali coreografi dei Balletti Russi di Sergej Djagilev. Dopo la rottura fra Djagilev e Vaclav Nižinskij, il primo ballerino della compagnia, Massine ne prese il posto, diventando anche amante dell'impresario; questi non perdonò a Massine il suo matrimonio, rompendo improvvisamente i rapporti con lui, esattamente come aveva fatto con Nižinskij per lo stesso motivo.

Massine, a destra, con Picasso a Pompei nel 1917

Dopo la morte di Djagilev nel 1929 e la prevedibile chiusura dei Balletti Russi, Massine contribuì in seguito a rivitalizzare il mondo del balletto grazie al suo coinvolgimento nel Ballet Russe de Monte Carlo.
Liturgie (1915) fa la sua prima coreografia commissionata da Djagilev, ma mai realizzata, riprendeva lo stile dei mosaici bizantini che tanto lo avevano ispirato nei viaggi in Italia con l'impresario, i gesti ricordavano infatti la vergine di Cimabue. Il suo primo balletto realizzato fu Soleil de nuit nel 1915 su musiche di Rimskij-Korsakov. Las Meninas (1916), su musiche di Fauré, nasceva dalla scoperta di Velázquez al Prado, ma anche Les Femmes de bonne humeur come tutti gli altri balletti da lui coreografati traevano ispirazione dal mondo delle arti visive. Non a caso per Massine la collaborazione più importante ai fini dell'opera è quella tra il coreografo e il disegnatore di scene e costumi.
Massine collaborò con l'artista dell'avanguardia russa Michail Larionov per la creazione del balletto Le soleil de nuit (1915). Il pittore aveva il compito di supervisionare la coreografia ma fu lui in realtà ad avere l'idea delle leggende folkloriche che sono alla base narrativa del balletto, disegnò costumi e scene fortemente stilizzati. Massine attinse alle memorie dell'infanzia per ricordare danze locali, aggiungendo a esse gesti primitivi legati alla terra. Essi utilizzeranno figure geometriche per la coreografia con colori vividi e abbaglianti, i danzatori nascosti in volto da trucchi elaborati e immobilizzati da costumi pesanti che ne intralciano il movimento e lo rendono un oggetto di scena.
Ma tra i pittori più celebri e importanti che collaborarono con lui è da ricordare Pablo Picasso, per i balletti Parade (1917), Il cappello a tre punte (1919) e Pulcinella (1920).
Insieme a Michel Fokine, fu uno dei coreografi che abbandonarono l'eredità di Marius Petipa, poiché il suo intento era quello di evolvere la tecnica classica verso la modernità. Egli cercava una sintesi di movimento tra forma e contenuto, coreografia e arte plastica. Diede molta importanza ai ballerini creando opere che ne esaltassero la personalità.
Massine ha lavorato sovente anche per il cinema: è apparso in due film di danza di Michael Powell e Emeric Pressburger: Scarpette rosse (1948) e I racconti di Hoffmann (1951), e successivamente in Carosello napoletano (1954) di Giannini, e nel film di Powell Luna di miele (1959).
Morì all'età di 83 anni a Colonia.

## Coreografie
- Le soleil de nuit su musica di Rimskij-Korsakov (1915)
- Les femmes de bonne humeur su musica di Domenico Scarlatti (1917)
- Parade, musica di Erik Satie, soggetto di Jean Cocteau, sipario, scene e costumi di Pablo Picasso (1917)
- La boutique fantasque, musiche di Rossini rielaborate da Ottorino Respighi (1919)
- Il cappello a tre punte, musiche di Manuel de Falla, con Tamara Karsavina, Léonide Massine, Alanova, scene e costumi di Pablo Picasso, Compagnia Balletti russi, Londra, Teatro Alhambra, 22 luglio 1919.
- Le chant du rossignol, musica di Igor' Fëdorovič Stravinskij, con Tamara Karsavina e Stanislas Idzikowsky , scene di Henri Matisse, 22 febbraio 1920
- Pulcinella, musica di Stravinskij, con Tamara Karsavina e Enrico Cecchetti, Teatro dell'Opéra di Parigi, 15 maggio 1920
- La sagra della primavera, musica di Stravinskij, protagonista Lydia Sokolova, Théâtre des Champs-Élysées, 15 dicembre 1920
- Salade, musica di Darius Milhaud (1924)
- Mercure, musica di Erik Satie, scene e costumi di Picasso (1924)
- Les matelots, musica di Georges Auric (1925)
- Le pas d'acier, musica di Sergej Prokof'ev, Parigi, Teatro Sarah Bernhardt 7 giugno 1927
- Amphion, musica di Arthur Honegger (1931)
- Jeux d'enfants su musica di Georges Bizet (1932)
- Gaîté parisienne su musiche di Offenbach orchestrate da Manuel Rosenthal (1938)
- Nobilissima Visione, musica di Paul Hindemith (1938)
- Capriccio, musica di Stravinskij, Milano, Teatro alla Scala (1947)
- La valse, musica di Maurice Ravel, Parigi, Théâtre national de l'Opéra-Comique 17 maggio 1950
- Mario e il Mago, musica di Franco Mannino (1956)

## Filmografia

### Attore

Léonide Massine interprete di Antonio Petito nel ruolo di Pulcinella nel film Carosello napoletano (1954)

- Capriccio di femmina, regia di Herbert Wilcox (1932)
- The Gay Parisian, regia di Jean Negulesco (1941)
- Spanish Fiesta, regia di Jean Negulesco (1942)
- Carnevale in Costarica (Carnival in Costa Rica), regia di Gregory Ratoff (1947)
- Scarpette rosse (The Red Shoes), regia di Michael Powell e Emeric Pressburger (1948)
- I racconti di Hoffmann (The Tales of Hoffmann), regia di Michael Powell e Emeric Pressburger (1951)
- Aida, regia di Clemente Fracassi (1953)
- Carosello napoletano, regia di Ettore Giannini (1954)
- Luna di miele (Luna de miel), regia di Michael Powell (1959)
- Laudes Evangelii (film tv), regia di Joan Kemp-Welch (1961)

### Coreografo
- The Gay Parisian, regia di Jean Negulesco (1941)
- Spanish Fiesta, regia di Jean Negulesco (1942)
- Carnevale in Costarica, regia di Gregory Ratoff (1947)
- Scarpette rosse (The Red Shoes), regia di Michael Powell e Emeric Pressburger (1948)
- Carosello napoletano, regia di Ettore Giannini (1954)
- Il gobbo di Notre Dame, regia di Jean Delannoy  (1956)
- Luna di miele (Luna de miel), regia di Michael Powell (1959)
- Laudes Evangelii (film tv), regia di Joan Kemp-Welch (1961)
- Picasso and Dance (film tv), regia di Didier Baussy e Yvon Gérault (2005)

### Documentari in cui appare Massine
- That's Dancing! (documentario), regia di Jack Haley Jr. (1985)
- For Art's Sake: The Story of Ballets Russes (documentario tv), regia di Ross MacGibbon (2009)